# ۱۵ سگ بزرگ
۱۵ سگ بزرگ یک ستاره است که در صورت فلکی سگ بزرگ قرار دارد.